# Olivier Tingry
Pour les articles homonymes, voir Tingry.
Olivier Tingry est un footballeur français, né le 25 janvier 1972 à Reims (Marne).

## Biographie
Ce gardien de but fait ses premières armes au Centre de formation du Stade de Reims jusqu'à la liquidation du club en 1992. 
Après des passages à Troyes et Metz, il retourne au club champenois, et participe à son redressement, du CFA2 à la Ligue 2, soit 191 matches en championnat avec l'équipe première. Des blessures perturbent sa fin de carrière. 
Il entame une carrière technique, comme entraîneur des gardiens de Reims, à partir de 2007. Il signe lors de l'intersaison 2009 à l'ESTAC de Troyes en remplacement de Gilles Bourges, afin de prendre en charge l'entraînement des gardiens de but professionnels.  

## Carrière

### Joueur
- Stade de Reims (centre de formation)
- 1992-1995 :  ES Troyes AC (en National)
- 1995-1996 :  FC Metz (en Ligue 1)
- 1996-1997 :  ES Troyes AC (en Ligue 2)
- 1997-2007 :  Stade de Reims (en CFA2, CFA, National et Ligue 2)

### Entraîneur
- 2007-2009 :  Stade de Reims (gardiens)
- 2009-2019 :  ES Troyes AC (gardiens)
- 2021- 2023:  Angers SCO (gardiens)

## Palmarès
- Champion de France de National en 2004 avec le Stade de Reims